# CFR (Incoterm)

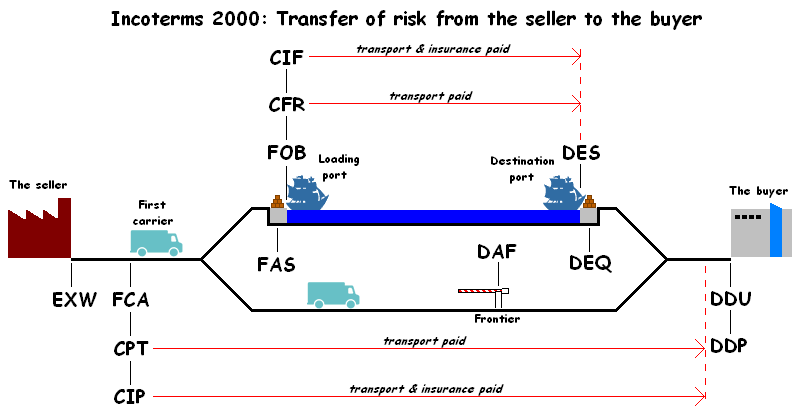
Các nhóm chính trong Incoterm 2000

Tiền hàng cộng cước hay giá thành và cước (tiếng Anh: Cost and Freight - CFR) là một điều kiện Incoterm.

## Nghĩa vụ người bán
Trong một giao dịch CFR, người bán phải:
- Ký kết hợp đồng chuyên chở đường biển và trả cước để chuyển hàng đến cảng đích
- Lấy giấy phép xuất khẩu, nộp thuế và lệ phí xuất khẩu
- Giao hàng lên tàu
- Cung cấp cho bên mua hoá đơn và vận đơn đường biển hoàn hảo
- Trả tiền chi phí bốc hàng lên tàu
- Trả tiền chi phí dỡ hàng nếu chi phí này được tính vào cước.

## Nghĩa vụ người mua
Người mua phải:
- Nhận hàng khi hoá đơn và vận đơn được giao cho mình.
- Trả tiền chi phí dỡ nếu chi phí chưa nằm trong cước
- Chịu mọi rủi ro và tổn thất về hàng kể từ khi hàng qua hẳn lan can tàu ở cảng bốc.